# Voinișka, Gabrovo
Voinișka (în bulgară Войнишка) este un sat în comuna Sevlievo, regiunea Gabrovo,  Bulgaria. 

## Demografie
Componența etnică a satului Voinișka
     Bulgari (52,77%)
     Nicio identificare (47,22%)
     Altele (0%)
La recensământul din 2011, populația satului Voinișka era de 72 locuitori. Din punct de vedere etnic, majoritatea locuitorilor (52,77%) erau bulgari. Pentru 47,22% din locuitori nu este cunoscută apartenența etnică.